# Lauri Läänemets

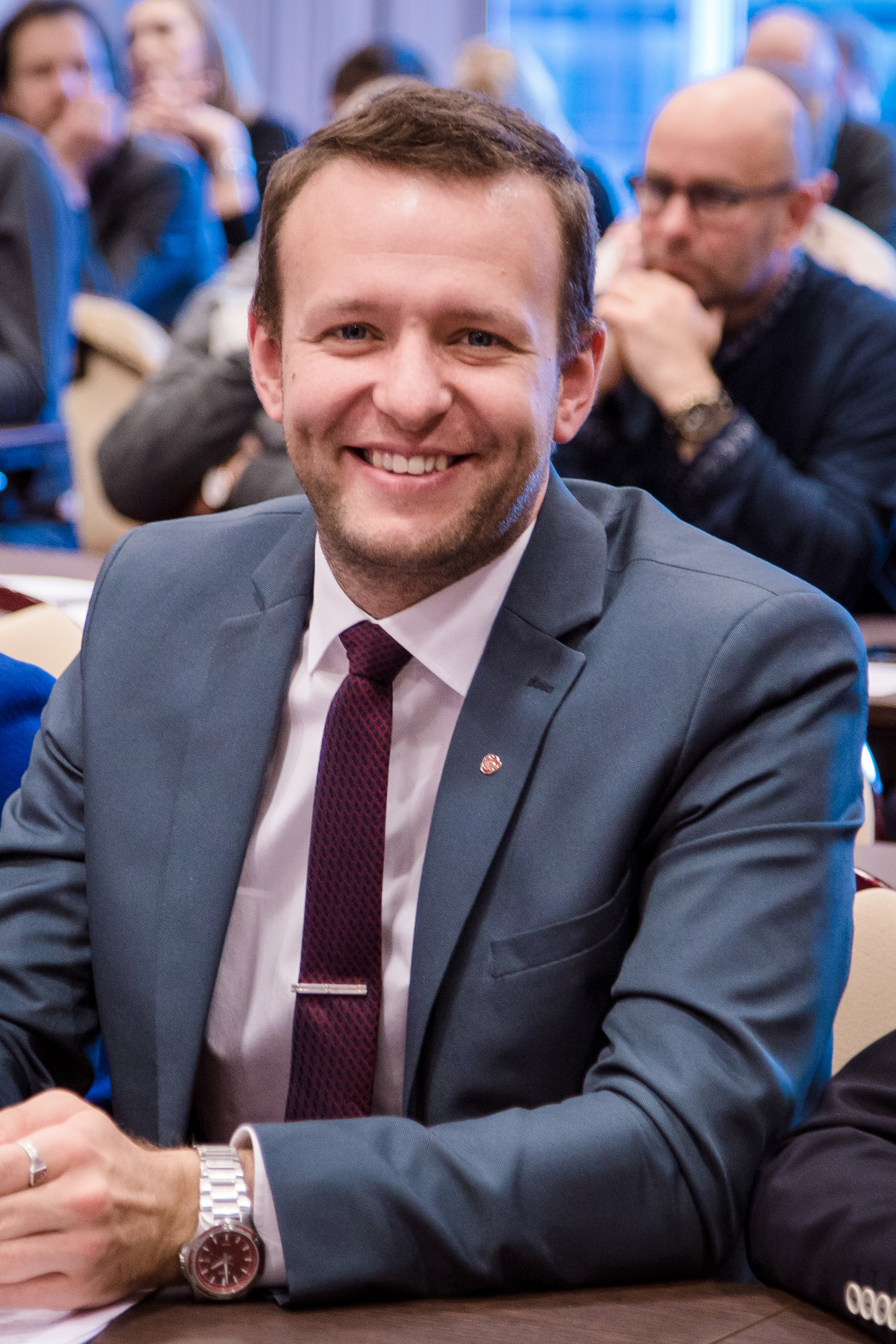
Lauri Läänemets (2016)

Lauri Läänemets (* 31. Januar 1983 in Tallinn) ist ein estnischer Politiker. Er gehört der Sozialdemokratischen Partei (Sotsiaaldemokraatlik Erakond – SDE) an, zu deren Parteivorsitzendem er im Februar 2022 gewählt wurde. Von Juli 2022 bis März 2025 war er Innenminister der Republik Estland in der zweiten und dritten Regierung von Ministerpräsidentin Kaja Kallas (Kabinett K. Kallas II & Kabinett K. Kallas III) sowie der Regierung von Ministerpräsident Kristen Michal (Kabinett Michal).

## Leben
Lauri Läänemets schloss 2007 sein Studium an der Universität Tallinn im Fach Erholungs- und Freizeitmanagement ab. 2005/2006 war Läänemets Mitglied im Vorstand der Studierendenvertretung der Universität. 2006/2007 war Läänemets Vorsitzender des Runden Tischs der Tallinner Studierendenschaft. 2007/2008 arbeitete er bei der Vereinigung der estnischen Studierendenvertretungen (Eesti Üliõpilaskondade Liit).

### Politik
Früh betätigte er sich politisch. Von 2008 bis 2010 war er Mitglied der ländlich orientierten Estnischen Volksunion (Eestimaa Rahvaliit). 2011 schloss er sich den estnischen Sozialdemokraten an.
Von 2010 bis 2013 war er als Referent der Stadtverwaltung von Tallinn und des Stadtrats angestellt. Von 2013 bis 2017 war Lauri Läänemets Bürgermeister der Landgemeinde Väätsa im Kreis Järva. Gleichzeitig war er von 2014 bis 2017 stellvertretender Vorsitzender des Verbands der kommunalen Gebietskörperschaften des Landkreises.
Bei der Parlamentswahl 2019 wurde er als Abgeordneter in das estnische Parlament (Riigikogu) gewählt. Im Februar 2022 wurde er zum Vorsitzenden der SDE gewählt. Am 18. Juli 2022 wurde er als neuer Innenminister der Republik Estland in der Koalitionsregierung von Ministerpräsidentin Kaja Kallas vereidigt (Kabinett K. Kallas II).
Bei der Wahl 2023 konnte Lauri Läänemets seinem Abgeordnetenmandat verteidigen, übernahm aber in der Folgezeit wieder den Posten des Innenministers im Kabinett K. Kallas III und Kabinett Michal. Am 11. März 2025 entließ Ministerpräsident Kristen Michal die Minister der SDE und damit auch Läänemets nach einem Konflikt über die Steuerpolitik aus der Regierung.

### Privats
Lauri Läänemets lebt in einer nicht-ehelichen Lebensgemeinschaft. Neben seiner Tätigkeit in der Politik engagiert er sich im Freiwilligenverband der estnischen Streitkräfte (Kaitseliit).